# Effervescence au pays de cocagne
Pour plus de détails, voir Fiche technique et Distribution.
Effervescence au pays de cocagne (Aufruhr im Schlaraffenland) est un film allemand réalisé par Otto Meyer (de) sorti en 1957.
Il s'agit d'une adaptation de Schlaraffenland de Hans Sachs.

## Synopsis
Le roi de Quelque Part a des soucis : les placards sont vides et il n'y a pas d'argent. La seule solution proposée par ses conseillers Schnorr et Astropolex, marier sa fille au roi de Persipanien, échoue : sa fille refuse le mariage et le roi ne veut épouser qu'une femme riche.
Une nuit, au cours d'une tempête, le roi recueille dans son château une jeune femme à qui il accorde un feu de cheminée et sa dernière ration de lait. Cette jeune femme est une fée, qui peut lui accorder la fortune : il reçoit un bouton magique, avec lequel il peut avoir tout aliment qu'il veut. Bientôt le roi fait apparaître des confections alimentaires, il offre à chaque habitant un petit déjeuner copieux puis un grand déjeuner. Les habitants sont contents et le roi veut davantage. La fontaine du village donne du vin de la limonade, la fontaine devient faite de massepain et les grilles en chocolat. Afin de ne pas perdre de prestige, le roi fait monter une montagne de riz au lait.
Mais bientôt les enfants sont les premiers à avoir des inconvénients. Une fillette a mal aux dents et le médecin ne peut traverser la montagne de riz au lait. Les enfants et les adultes sont gros et paresseux. Seule la princesse résiste à la nourriture en abondance, elle a lu l'histoire du pays de Cocagne, où les travailleurs sont pauvres et les riches paresseux.
Le roi de Persipanien apprend la richesse du pays de Cocagne et veut maintenant épouser la princesse. Avec l'aide d'un chameau, il peut franchir la montagne de riz au lait. De même, le médecin atteint le royaume. Tandis que la princesse cherche à éviter le roi de Persipanien, les enfants commencent à voir le médecin et l'instituteur, dont l'école a été fermée par le roi « à cause de la paresse », se rebelle contre le pays de Cocagne. Ils soutiennent la princesse. Lorsque le roi, sur le conseil de Schnorr, fait pleuvoir des gâteaux, la princesse lui prend le bouton magique et faire disparaître toute la nourriture apparue. Elle fait éloigner le bouton en l'attachant à un ballon qui s'envole dans le ciel. Le roi de Persipanien ne veut plus de la princesse, mais veut bien avoir Schnorr avec lui. Le roi de Quelque Part nomme le médecin nouveau conseiller.

## Fiche technique
- Titre : Aufruhr im Schlaraffenland
- Réalisation : Otto Meyer (de) assisté de Thomas Finucane
- Scénario : Inka Köhler-Rechnitz
- Musique : Norbert Schultze
- Photographie : Gerhard Huttula
- Son : Hermann Dankert
- Montage : Anneliese Krigar
- Production : Alfred Förster
- Sociétés de production : Förster Film
- Société de distribution : Jugendfilm-Verleih
- Pays de production :  Allemagne de l'Ouest
- Langue : allemand
- Format : Couleur - 1,37:1 - Mono - 35 mm
- Genre : Comédie
- Durée : 80 minutes
- Dates de sortie :
  - Allemagne de l'Ouest : 15 septembre 1957.

## Distribution
- Alexander Engel : le roi de Quelque Part
- Cordula Trantow : la princesse
- Sabine Sesselmann : la fée
- Werner Krüger (de) : Astropolex
- Harry Wüstenhagen (de) : Schnorr, le majordome
- Alexa von Porembsky : la femme de chambre
- Otto Czarski : le médecin
- Helmut Ziegner : le roi de Persipanien

## Source de la traduction
- (de) Cet article est partiellement ou en totalité issu de l’article de Wikipédia en allemand intitulé « Aufruhr im Schlaraffenland » (voir la liste des auteurs).